# Schwarzlose (metralhadora)
A Maschinengewehr (Schwarzlose) M. 7 é uma metralhadora média, usada como metralhadora padrão no Exército Austro-Húngaro durante a Primeira Guerra Mundial. Foi utilizada pelos exércitos holandês, grego e húngaro durante a Segunda Guerra Mundial. Foi rotineiramente emitida para as tropas coloniais italianas, juntamente com o fuzil Mannlicher M1895.
As fabricantes primárias foram a ŒWG em Steyr e a FÉG em Budapeste.

## História
Em 1901, Schwarzlose projetou uma pistola com blowback atrasado, mas não obteve sucesso. Em 1902, ele solicitou uma patente para um blowback atrasado para metralhadora e, em 1903, outra para um mecanismo de alimentação por fita. Como ele só tinha experiência em projetar armas curtas, o projeto levou vários anos para ser finalizado.
A Schwarzlose M. 7 era uma metralhadora alimentada por fita, geralmente montada em um tripé, projetada pelo projetista prussiano de armas de fogo Andreas Schwarzlose. Embora seu cano resfriado a água lhe desse uma aparência que lembrava amplamente a família de metralhadoras derivadas da Maxim (como a britânica Vickers e a alemã Maschinengewehr 08), internamente a Schwarzlose tinha um projeto muito mais simples, o que tornava a arma comparativamente barata de fabricar. Seu mecanismo incomum de blowback retardado continha apenas uma única mola.
As variantes iniciais da M.7/12 tinham uma cadência cíclica de tiro de cerca de 400 tiros por minuto. Durante a Primeira Guerra Mundial, esse número foi aumentado para 580 tiros por minuto usando uma mola principal mais forte. A Schwarzlose era robusta e confiável, se usada na função pretendida como arma de infantaria. Teve menos sucesso quando foi usada em funções para as quais não havia sido projetada, ao contrário das metralhadoras derivadas da Maxim, altamente adaptáveis.

## Produção
A Schwarzlose obteve um sucesso moderado nas exportações nos anos que antecederam a Primeira Guerra Mundial. Além dos exército do Império Austro-Húngaro (calibre 8 mm), foi adotada pelos exércitos da Grécia (calibre 6,5 mm), Holanda (calibre 6,5 mm) e Suécia (usando o cartucho 6,5×55mm e designada kulspruta m/1914). Além disso, a empresa britânica de munições Kynoch produziu uma metralhadora baseada na patente da Schwarzlose em 1907, usando o cartucho .303 British. Os Países Baixos utilizaram uma versão modificada, a Schwarzlose M.08, em produção a partir de 1918 (2.006 unidades fabricadas).
Após a Primeira Guerra Mundial, a Schwarzlose continuou em uso pelas novas nações que emergiram dos fragmentos do Império Austro-Húngaro. Exemplares capturados da Schwarzlose foram usadas esporadicamente por unidades russas e italianas durante a Primeira Guerra Mundial. Durante a Segunda Guerra Mundial, a Schwarzlose teve uso limitado no Norte da África como arma antiaérea em serviço na Itália. Foi também a metralhadora padrão emitida para as tropas coloniais italianas. Além disso, metralhadoras Schwarzlose capturadas de vários tipos serviram em unidades de segunda linha do exército alemão nazista, especialmente durante os combates desesperados que ocorreram nas fases finais do conflito.

## Visão geral

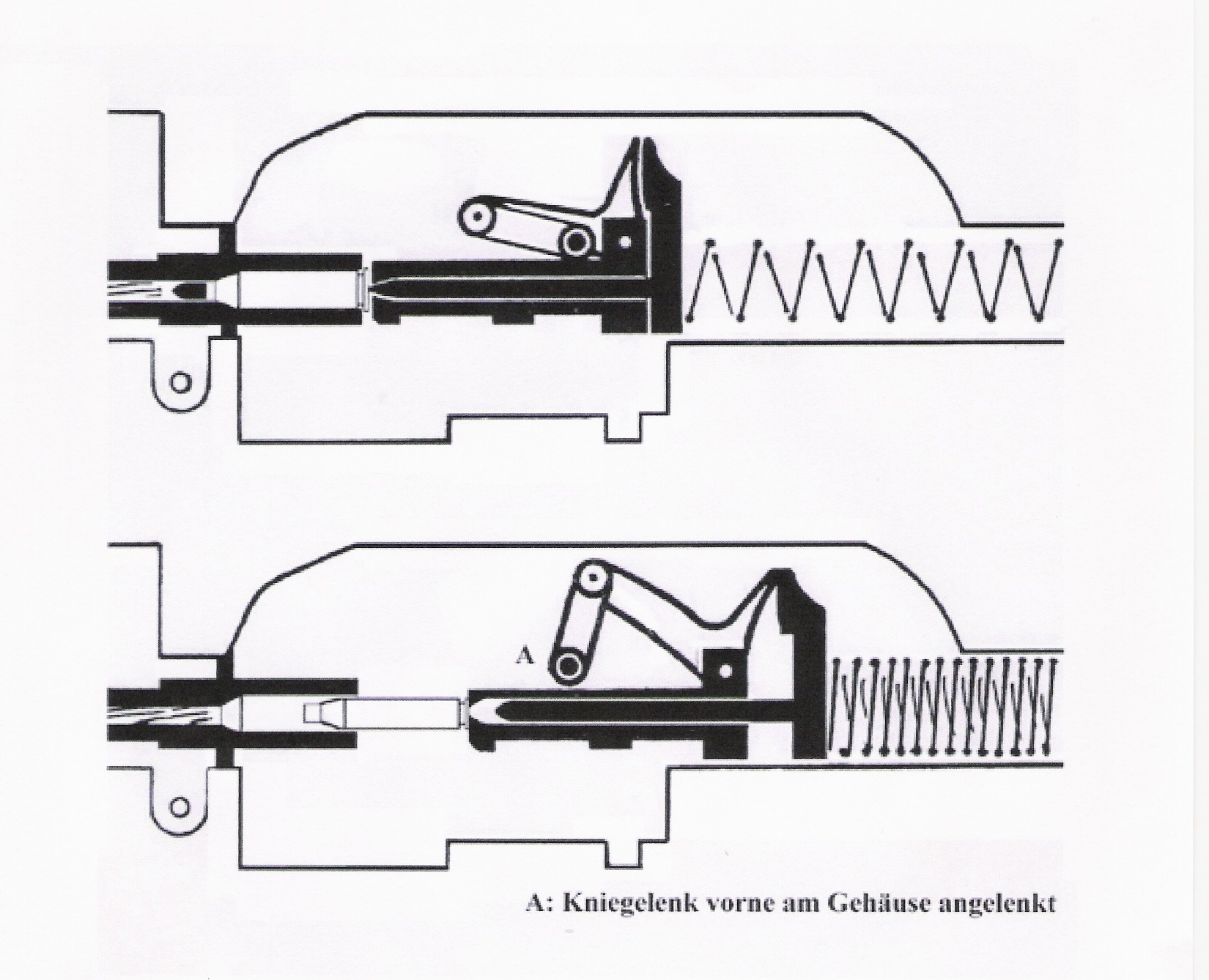
Operação de blowback atrasado da metralhadora 07/12.

A Schwarzlose MG M.7 é uma metralhadora com blowback atrasado e resfriada a água. O mecanismo incorpora um dispositivo que lubrifica os cartuchos para facilitar a extração.

## Operadores
- Albânia[14]
- Áustria-Hungria[6]
- Áustria[6]
- Reino da Bulgária[6]
- Brasil: Durante a Revolução Constitucionalista de 1932, várias foram importadas da Tchecoslosváquia pelo governador José Antônio Flores da Cunha, do Rio Grande do Sul; estas foram posteriormente entregues à Brigada Militar do Rio Grande do Sul durante a Campanha da Legalidade.[15]
- China[16]
- Colômbia: Usada na Guerra Colômbia-Peru em 1933.[17]
- Tchecoslováquia[18]
- Finlândia: Usada pela unidade voluntária sueca (SFK) durante a Guerra de Inverno.[14]
- Alemanha Nazista:[6] Adotada como Schweres Maschinengewehr 7/12(ö).
- Reino da Grécia[6]
- Reino da Hungria[19][20]
- Reino da Itália: Recebeu pelo menos 900 da Áustria-Hungria como reparação após o fim da Primeira Guerra Mundial. Algumas foram convertidas para o calibre 6,5 mm Carcano. Durante a Segunda Guerra Mundial, foram entregues ao 1º Exército, ao 4º Exército e a unidades de defesa aérea.[21][22]
- Reino dos Países Baixos[6][23]
- Império Otomano[24]
- Segunda República Polonesa
- Reino da Romênia:[6] Modelo 1907/12 em 8mm.[25] Convertida para 7,62×54mmR, com alimentação por fita metálica e equipada com uma manga d'água maior.[26] Cerca de 1.000 dessas metralhadoras foram convertidas para 7,92×57mm Mauser e permaneceram em serviço durante a Segunda Guerra Mundial com a guarda de fronteira e fuzileiros navais, e ocasionalmente como armas antiaéreas.[27]
- Império Russo[28]
- Estado dos Eslovenos, Croatas e Sérvios: Usada no conflito austro-esloveno na Caríntia, mais tarde passado para o Reino da Iugoslávia.
- Reino da Sérvia[6]
- Segunda República Espanhola[29]
- Suécia: Adotada como Kulspruta m/1914 no cartucho 6,5×55mm.[6]
- Reino da Iugoslávia: Modelo 1907/12 em 8mm[30]
- Iugoslávia: Usada por partisans iugoslavos na Segunda Guerra Mundial.
- Império do Japão: A versão 6,5 mm Arisaka foi usada pela Marinha Imperial Japonesa durante o período entre guerras. Foi equipada nos encouraçados da classe Fusō e nos cruzadores de batalha da classe Kongō.[31]

### Operadores não estatais
- Haganá: durante a guerra civil no Mandato da Palestina.